# Discografia de Chá de Kapiaba
A discografia de Chá de Kapiaba compreende seis álbuns lançados entre 1999 e 2005. A banda foi formada em 1999 na cidade de Aracaju, Sergipe, e se destacou no cenário do forró eletrônico.

## Chá de Kapiaba Volume 1 – Forró Music (1999)
| Faixa | Título                          |
| ----- | ------------------------------- |
| 1     | Forró Music                     |
| 2     | É Difícil Te Esquecer           |
| 3     | Só Um Olhar                     |
| 4     | Menina Bonita                   |
| 5     | Realidade                       |
| 6     | Vou Viver Só Pra Te Amar        |
| 7     | Onde Está Você                  |
| 8     | O Amor Não Acaba Assim          |
| 9     | Vem Pro Forró                   |
| 10    | Eterna Namorada                 |
| 11    | Vem Me Amar                     |
| 12    | Folha Solta Num Jardim          |
| 13    | Jeito de Menino                 |
| 14    | Mulher Não Vá                   |
| 15    | Só Um Olhar (Karaokê)           |
| 16    | É Difícil Te Esquecer (Karaokê) |

## Chá de Kapiaba Volume 2 – O Povo Pede Bis (Ao Vivo) (2001)
Gravado em Maceió e Aracaju entre novembro de 2000 e janeiro de 2001.
Vocais: Janaína, Gil, Gilvan, Carlos, Jheynne  
Backvocais: Marilda, Sandra, Íris, Gilson, Sônia Omena
| Faixa | Título                 |
| ----- | ---------------------- |
| 1     | Abertura               |
| 2     | Reflexo do Amor        |
| 3     | Saudade de Você        |
| 4     | Mais que um Amigo      |
| 5     | Onde Ela Está          |
| 6     | Só Um Olhar            |
| 7     | Sem Medo de Ser Feliz  |
| 8     | Me Faz Sonhar          |
| 9     | Eu Te Amo              |
| 10    | Ela é Tudo             |
| 11    | O Amor Não Acaba Assim |
| 12    | Realidade              |
| 13    | Vem Pro Forró          |
| 14    | Meu Peão               |

## Chá de Kapiaba Volume 3 – Paixão Pra Sempre (2002)
| Faixa | Título                                  |
| ----- | --------------------------------------- |
| 1     | Você Jurou Pra Mim Seu Amor             |
| 2     | Se Você Esqueceu                        |
| 3     | Vem Ser Meu Amor                        |
| 4     | Nada Pode Mudar                         |
| 5     | Você é Tudo Pra Mim (part. Daniel Diau) |
| 6     | Quero Dizer Que Te Amo                  |
| 7     | Paixão Pra Sempre                       |
| 8     | O Nosso Amor                            |
| 9     | Não Vá                                  |
| 10    | O Amor Não Acaba Assim                  |
| 11    | Solo Um Mirar (part. Daniel Ladines)    |
| 12    | De Mão Beijada                          |
| 13    | Show de Forró                           |
| 14    | Rádio Medley Mix (resumo do CD)         |

## Chá de Kapiaba Volume 4 – Vem Ser Meu Amor (Ao Vivo) (2003)
| Faixa | Título                      |
| ----- | --------------------------- |
| 1     | Abertura                    |
| 2     | Você Jurou Pra Mim Seu Amor |
| 3     | Se Você Esqueceu            |
| 4     | Forrolada                   |
| 5     | Não Vá                      |
| 6     | Show de Forró               |
| 7     | Você É Tudo Pra Mim         |
| 8     | O Amor Não Acaba Assim      |
| 9     | Paixão Pra Sempre           |
| 10    | O Nosso Amor                |
| 11    | Quero Dizer Que Te Amo      |
| 12    | Nada Pode Mudar             |
| 13    | Vem Ser Meu Amor            |
| 14    | De Mão Beijada              |

## Chá de Kapiaba Volume 5 – Céu e Mar (2004)
| Faixa | Título                      |
| ----- | --------------------------- |
| 1     | Céu e Mar                   |
| 2     | Te Quero Demais             |
| 3     | Se Você Esqueceu            |
| 4     | Quero Dizer Que Te Amo      |
| 5     | Pra Você Não Ir             |
| 6     | Paixão Pra Sempre           |
| 7     | O Nosso Amor                |
| 8     | Vem Ser Meu Amor            |
| 9     | Nada Pode Mudar             |
| 10    | O Amor Não Acaba Assim      |
| 11    | Solo Um Mirar               |
| 12    | Você Jurou Pra Mim Seu Amor |
| 13    | Você É Tudo Pra Mim         |
| 14    | Você É Tudo Pra Mim (bônus) |

## Chá de Kapiaba Volume 6 – New Generation (2005)
| Faixa | Título                 |
| ----- | ---------------------- |
| 1     | Não Me Deixe           |
| 2     | Pau de Sebo            |
| 3     | Espaço Sideral         |
| 4     | Nossa História de Amor |
| 5     | Tudo OK                |
| 6     | Se Você Lembrar        |
| 7     | Pegou na Veia          |
| 8     | Essa Mulher            |
| 9     | Quem Não Chora         |
| 10    | Um Grito na Escuridão  |
| 11    | Um Triste Fim          |
| 12    | Céu e Mar              |